# Juegos Olímpicos de París 2024
Los Juegos Olímpicos de París 2024 (en francés: Jeux olympiques de Paris 2024), conocidos como los Juegos de la XXXIII Olimpiada, fue un evento multideportivo internacional que se llevó a cabo entre el 26 de julio y el 11 de agosto de 2024 en la ciudad de París (Francia). La capital francesa presentó su candidatura el 23 de junio de 2015. Aunque se había planificado que la sede fuera seleccionada el 13 de septiembre de 2017, durante la 130.ª Sesión del Comité Olímpico Internacional (COI) en Lima el 31 de julio de 2017, Los Ángeles —una de las dos candidatas restantes— llegó a un acuerdo con el COI para celebrar los Juegos de 2028, con lo que dejó vía libre a París para albergar el evento en 2024. Es la segunda ciudad (junto con Londres) en albergar tres veces los Juegos Olímpicos, tras 1900 y 1924. Esta cita marca el centenario de los últimos llevados a cabo en tierra parisina.
En lo deportivo, se destaca: el oro al tenista serbio Novak Djokovic, quien pudo ganar el último título importante que le faltaba y lograr el Golden Slam; el sueco Armand Duplantis, quién ganó el oro al batir el récord mundial con 6.25 metros; la nadadora Katie Ledecky, igualando las 9 medallas de oro de la gimnasta soviética Larisa Latýnina, al ganar oro en las pruebas de fondo (800 m y 1500 m); el luchador cubano Mijaín López Núñez, primer deportista en ganar oro olímpico individual en cinco justas consecutivas en los que fueron sus últimos Juegos; la jinete alemana Isabell Werth se convirtió en la primera deportista en ganar oro y medalla en general en siete Juegos Olímpicos distintos; el tenista de mesa Ma Long es el chino olímpico más laureado de la historia con seis preseas doradas al ganar el oro por equipos en esta edición; la estadounidense Diana Taurasi fue la primera basquetbolista en ganar oro olímpico en seis Juegos Olímpicos consecutivos, mientras que su compatriota Kevin Durant fue el primer hombre en conseguir cuatro; y los futbolistas españoles Fermín López Marín y Álex Baena igualaron al futbolista francés Albert Rust como los únicos jugadores que han ganado Eurocopa y Oro Olímpico en un mismo año.
En lo que se refiere al apartado por países, Julien Alfred dio su primera medalla olímpica (de oro) a Santa Lucía (después ganó una segunda medalla, de plata), Thea LaFond (de oro) a Dominica, Daniel Varela de Pina (de bronce) a Cabo Verde, Chermen Valiev (bronce) a Albania y Cindy Ngamba (bronce) a los Atletas Refugiados.

## Candidatura
El proceso de candidatura fue anunciado el 16 de septiembre de 2015. Consistió en tres fases: Fase 1 – Visión, Concepto de los Juegos y Estrategia, Fase 2 – Gobernanza, Jurídico y Financiamiento de Sedes y Fase 3 – Entrega de los Juegos, Experiencia y Legado de las Sedes. Ese día se anunciaron las cinco ciudades que presentaron su candidatura ante el Comité Olímpico Internacional (COI) para ser sede de los Juegos Olímpicos de 2024 —Budapest, Hamburgo, Los Ángeles, París y Roma—.
Hamburgo se había retirado el 29 de noviembre de 2015 después de que sus habitantes rechazaran en un referéndum la candidatura. Más tarde, el 21 de septiembre de 2016, Roma retiró la suya. El 8 de diciembre, el COI aprobó el pase de las tres ciudades restantes a la tercera etapa de la elección. Budapest se retiró de la contienda el 22 de febrero de 2017.
El 17 de marzo de 2017, el COI avanzó en esta decisión al anunciar la creación de un grupo de trabajo que estudiaría la posibilidad de otorgar ambas sedes. El 9 de junio, la Comisión Ejecutiva del COI aprobó la propuesta de otorgar ambos juegos. El 11 de julio, los miembros del COI aprobaron la proposición durante una sesión extraordinaria en Lausana. El 31 de julio, Los Ángeles y París acordaron que esta última ciudad celebre los Juegos de 2024 y la primera los de 2028. La noticia se filtró dos meses antes del anuncio oficial en septiembre y fue más tarde confirmada por el COI.

## Símbolos

### Logotipo
El logo oficial de los Juegos Olímpicos de París 2024 fue revelado el 21 de octubre de 2019 en el Grand Rex. Por primera vez en la historia, el logo será común tanto para los Olímpicos como para los Paralímpicos.

### Mascota
El 14 de noviembre de 2022 se presentaron las mascotas oficiales de los Juegos Olímpicos y Paralímpicos, los Phryges. A diferencia de otras mascotas olímpicas, estas no representan animales antropomorfizados, sino objetos. Las mascotas representan gorros frigios, símbolo de la Revolución Francesa.

## Viaje de la antorcha Olímpica

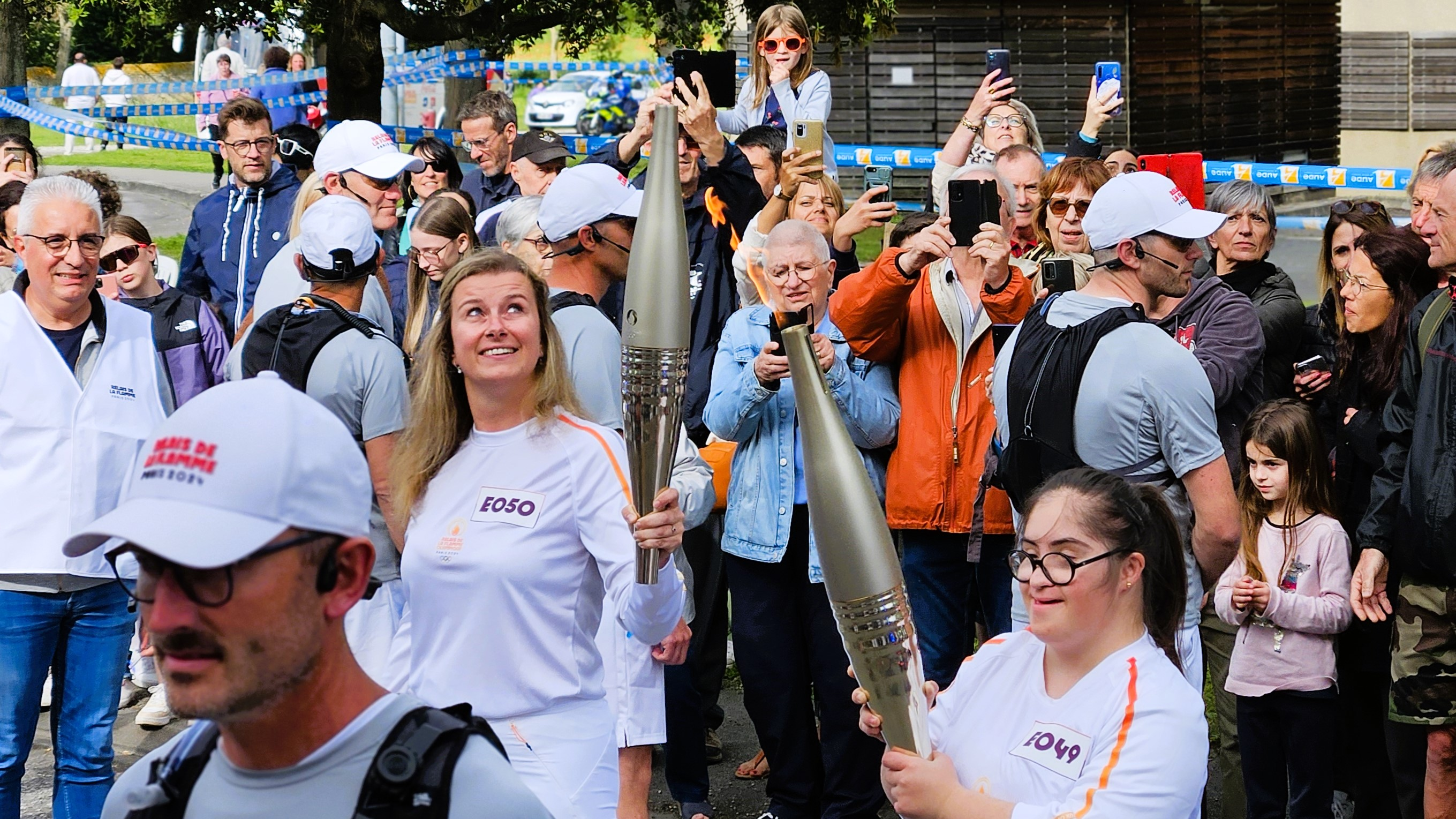
La Antorcha Olímpica a su paso por Carcasona

El viaje de la antorcha Olímpica comenzó con el encendido de la Llama Olímpica el 16 de abril en Olimpia, Grecia. El remero griego Stefanos Douskos y la nadadora francesa Laure Manaudou fueron sus primeros portadores. Luego de diez días de viaje por Grecia, la antorcha fue entregada al Comité organizador el 26 de abril en el Estadio Panathinaiko de Atenas. Salió del Pireo a bordo del velero Belem y llegó a Marsella el 8 de mayo de 2024 escoltado por 1000 barcos.
El viaje de la antorcha contó con 10.000 relevistas y paso por más de 400 asentamientos en 65 territorios franceses, incluidos seis de ultramar. El 18 de mayo, se informó que la parte del relevo en Nueva Caledonia había sido cancelada debido a disturbios en la región.
El recorrido, a grandes rasgos:
- Grecia: Olimpia, El Pireo, Chania, Tesalónica, Ioanina, Corfu, Corinto, Atenas.
- Francia metropolitana (primera parte): Marsella, Toulon, Montpellier, Bastia, Toulouse, Burdeos, Angers, Caen, Monte Saint-Michel, Rennes, Brest.
- Francia de ultramar: Cayena (Guayana Francesa), Saint-Denis (Reunión), Papeete (Polinesia Francesa), Baie-Mahault (Guadalupe), Fort-de-France (Martinica).
- Francia metropolitana (segunda parte): Niza, Avignon, Vichy, Saint-Étienne, Chamonix, Besançon, Estrasburgo, Metz, Verdún, Reims, Lille, Amiens, Le Havre, Chartres, Orleans, Dijon, París.

## Sedes

### París

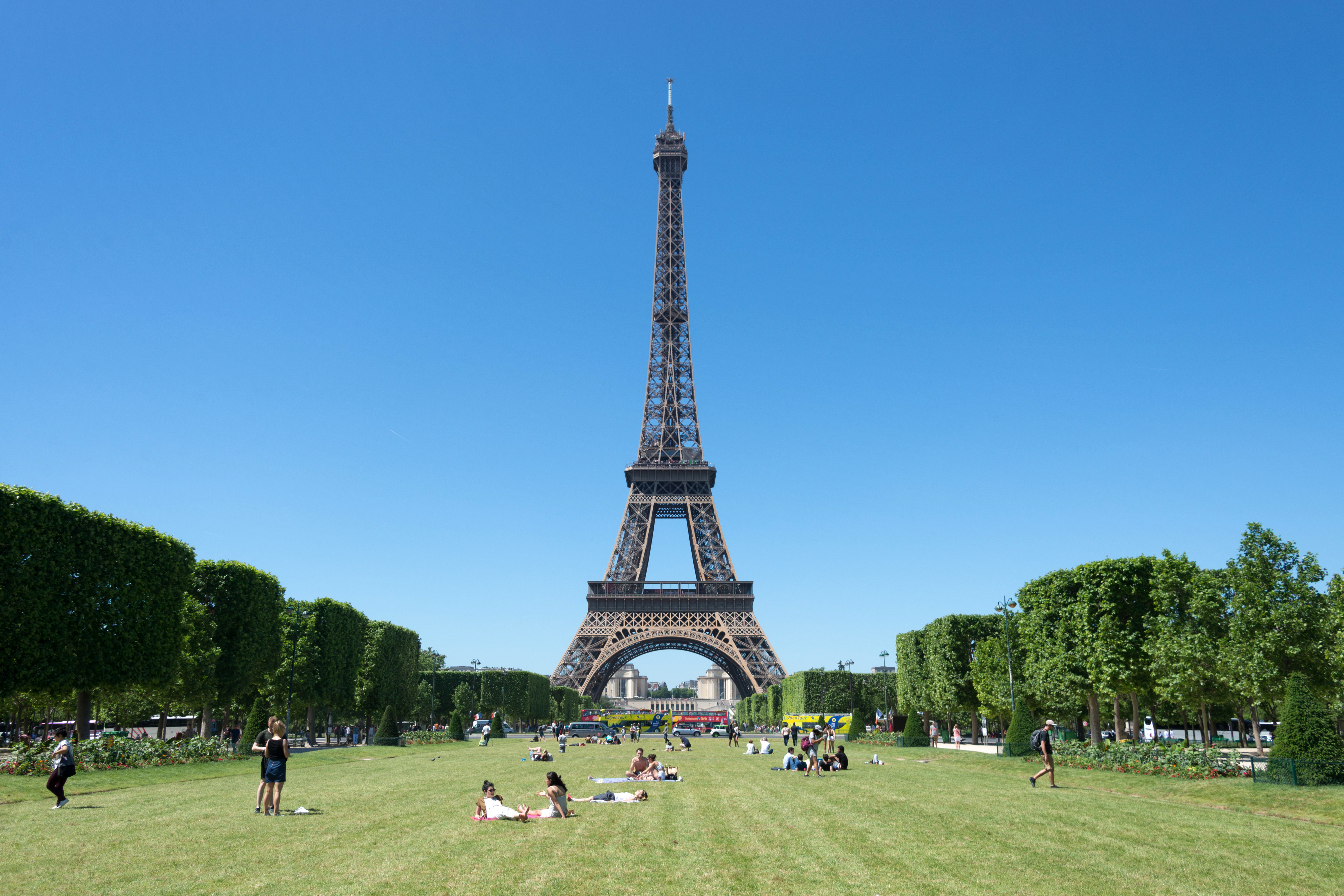
Champ de Mars

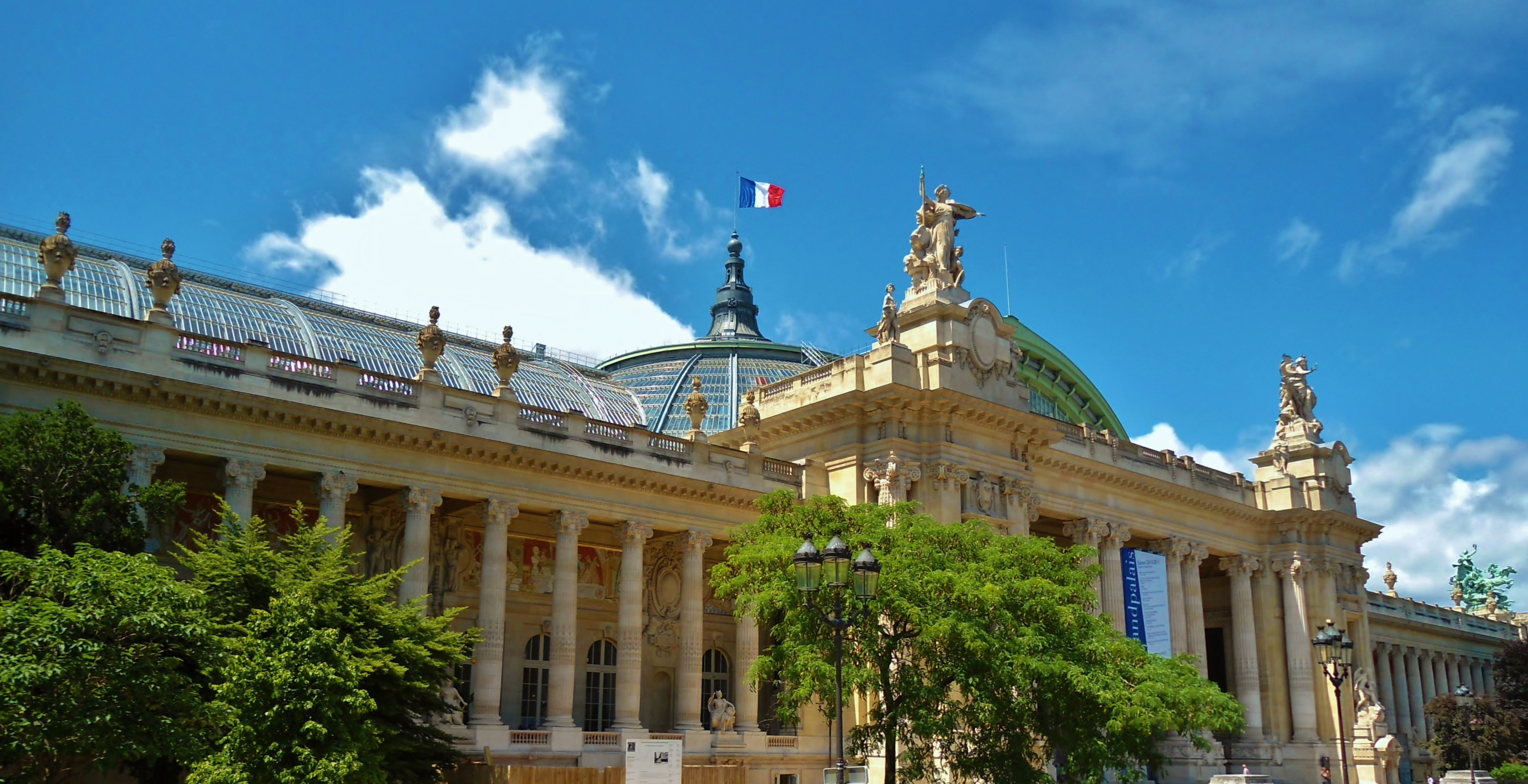
Grand Palais

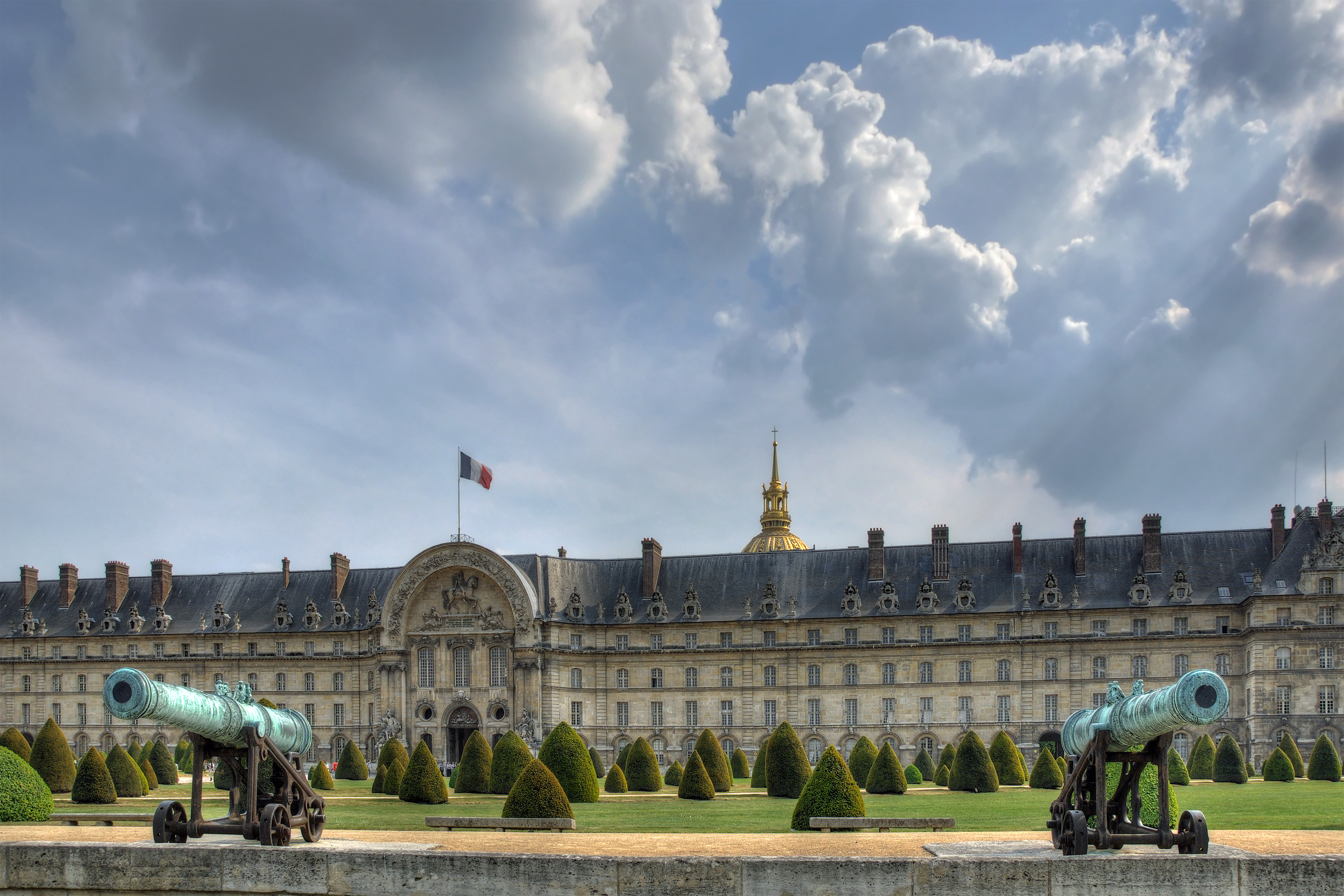
Les Invalides

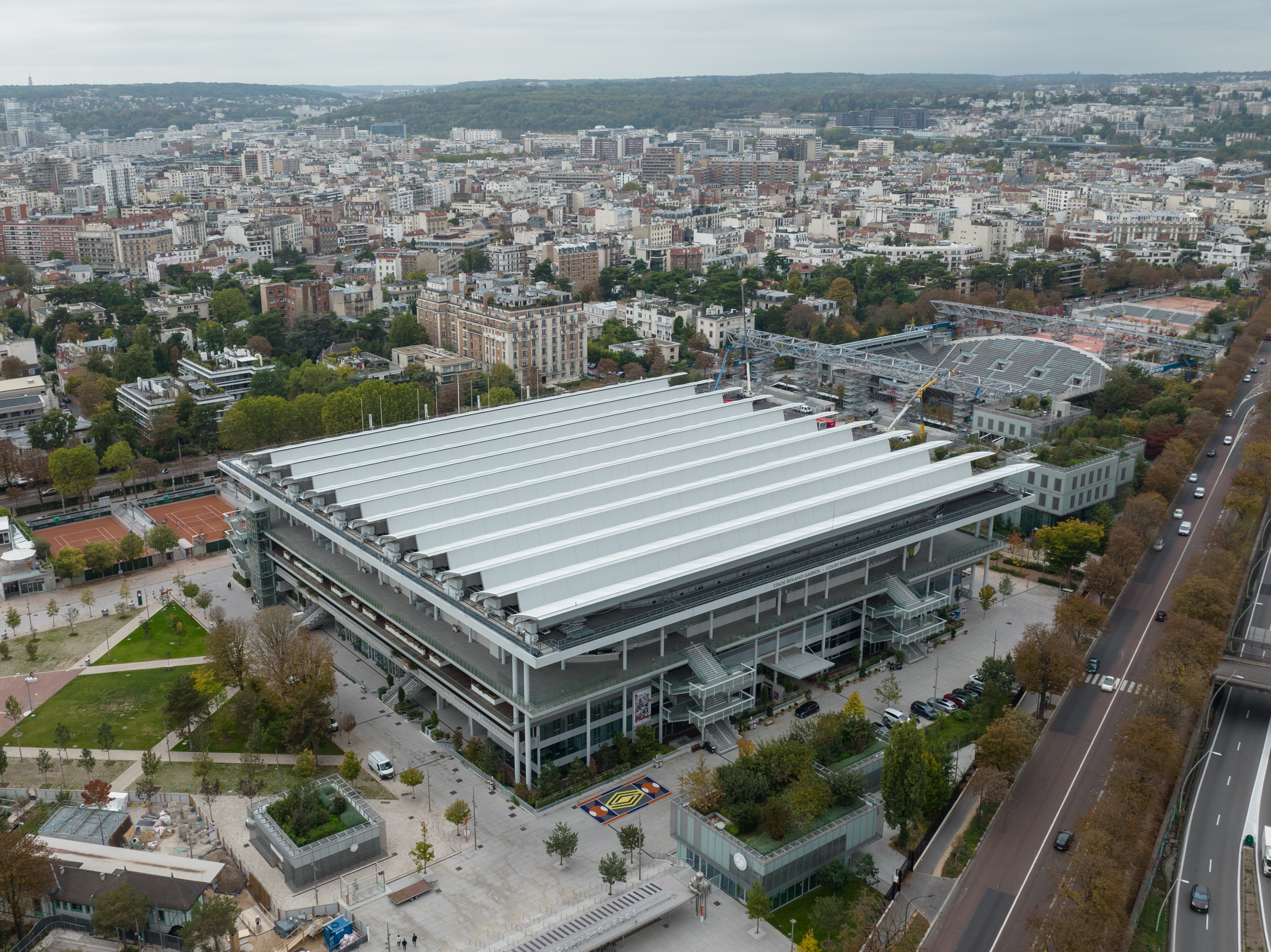
Stade Roland Garros

| Sede                       | Evento                          | Capacidad | Estado    | Ref    |
| -------------------------- | ------------------------------- | --------- | --------- | ------ |
| Arena Porte de La Chapelle | Bádminton                       | 6700      | Nueva     | [ 39 ] |
| Arena Porte de La Chapelle | Gimnasia rítmica                | 7000      | Nueva     | [ 39 ] |
| Grand Palais               | Esgrima                         | 8000      | Existente | [ 40 ] |
| Grand Palais               | Taekwondo                       | 8000      | Existente | [ 40 ] |
| Plaza de la Concordia      | Skateboarding                   | N/A       | Temporal  | [ 41 ] |
| Plaza de la Concordia      | Ciclismo BMX                    | N/A       | Temporal  | [ 41 ] |
| Plaza de la Concordia      | Baloncesto 3×3                  | N/A       | Temporal  | [ 41 ] |
| Plaza de la Concordia      | Breaking                        | N/A       | Temporal  | [ 41 ] |
| Puente Alejandro III       | Ciclismo en ruta (contrarreloj) | 1000      | Temporal  | [ 42 ] |
| Puente Alejandro III       | Triatlón                        | 1000      | Temporal  | [ 42 ] |
| Puente Alejandro III       | Natación en aguas abiertas      | 1000      | Temporal  | [ 42 ] |
| Trocadero                  | Triatlón                        | 3349      | Temporal  | [ 43 ] |
| Trocadero                  | Ciclismo en ruta                | 3349      | Temporal  | [ 43 ] |
| Trocadero                  | Atletismo (maratón, marcha)     | 3349      | Temporal  | [ 43 ] |
| Trocadero                  | Natación en aguas abiertas      | 3349      | Temporal  | [ 43 ] |
| Hôtel de Ville             | Atletismo (maratón)             | N/A       | Temporal  | [ 44 ] |
| Estadio de la Torre Eiffel | Voleibol de playa               | 12 860    | Temporal  | [ 45 ] |
| Los Inválidos              | Tiro con arco                   | 8000      | Temporal  | [ 46 ] |
| Estadio Roland-Garros      | Tenis                           | 14 962    | Existente | [ 47 ] |
| Estadio Roland-Garros      | Boxeo                           | 14 962    | Existente | [ 47 ] |
| Arena Champ de Mars        | Judo                            | 8356      | Temporal  | [ 48 ] |
| Arena Champ de Mars        | Lucha                           | 8356      | Temporal  | [ 48 ] |
| Parque de los Príncipes    | Fútbol                          | 47 926    | Existente | [ 49 ] |
| Arena de Bercy             | Baloncesto                      | 15 000    | Existente | [ 50 ] |
| Arena de Bercy             | Gimnasia artística              | 15 000    | Existente | [ 50 ] |
| Arena de Bercy             | Gimnasia en trampolín           | 15 000    | Existente | [ 50 ] |
| Arena París Sur            | Voleibol                        | 12 000    | Existente | [ 51 ] |
| Arena París Sur            | Tenis de mesa                   | 6650      | Existente | [ 51 ] |
| Arena París Sur            | Balonmano                       | 7800      | Existente | [ 51 ] |
| Arena París Sur            | Halterofilia                    | 5000      | Existente | [ 51 ] |

### Área metropolitana de París
| Sede                                | Evento                         | Capacidad | Estado    | Ref    |
| ----------------------------------- | ------------------------------ | --------- | --------- | ------ |
| Arena París Norte                   | Boxeo                          | 6000      | Existente | [ 52 ] |
| Arena París Norte                   | Pentatlón moderno (esgrima)    | 6000      | Existente | [ 52 ] |
| Estadio Olímpico Yves-du-Manoir     | Hockey sobre césped            | 15 000    | Existente | [ 53 ] |
| Rocódromo de Le Bourget             | Escalada                       | 6000      | Nuevo     | [ 54 ] |
| Stade de France                     | Atletismo                      | 77 083    | Existente | [ 55 ] |
| Stade de France                     | Rugby                          | 77 083    | Existente | [ 55 ] |
| Centro acuático de París            | Natación artística             | 5000      | Nuevo     | [ 56 ] |
| Centro acuático de París            | Clavados                       | 5000      | Nuevo     | [ 56 ] |
| Centro acuático de París            | Waterpolo                      | 5000      | Nuevo     | [ 56 ] |
| Paris La Défense Arena              | Waterpolo                      | 17 000    | Existente | [ 57 ] |
| Paris La Défense Arena              | Natación                       | 17 000    | Existente | [ 57 ] |
| Estadio náutico de Vaires-sur-Marne | Piragüismo en aguas tranquilas | 24 000    | Nuevo     | [ 58 ] |
| Estadio náutico de Vaires-sur-Marne | Remo                           | 24 000    | Nuevo     | [ 58 ] |
| Estadio náutico de Vaires-sur-Marne | Piragüismo en eslalon          | 12 000    | Nuevo     | [ 58 ] |
| Villa Olímpica Seine-Saint Denis    | Villa Olímpica                 | 14 500    | Nuevo     | [ 59 ] |

### Versalles

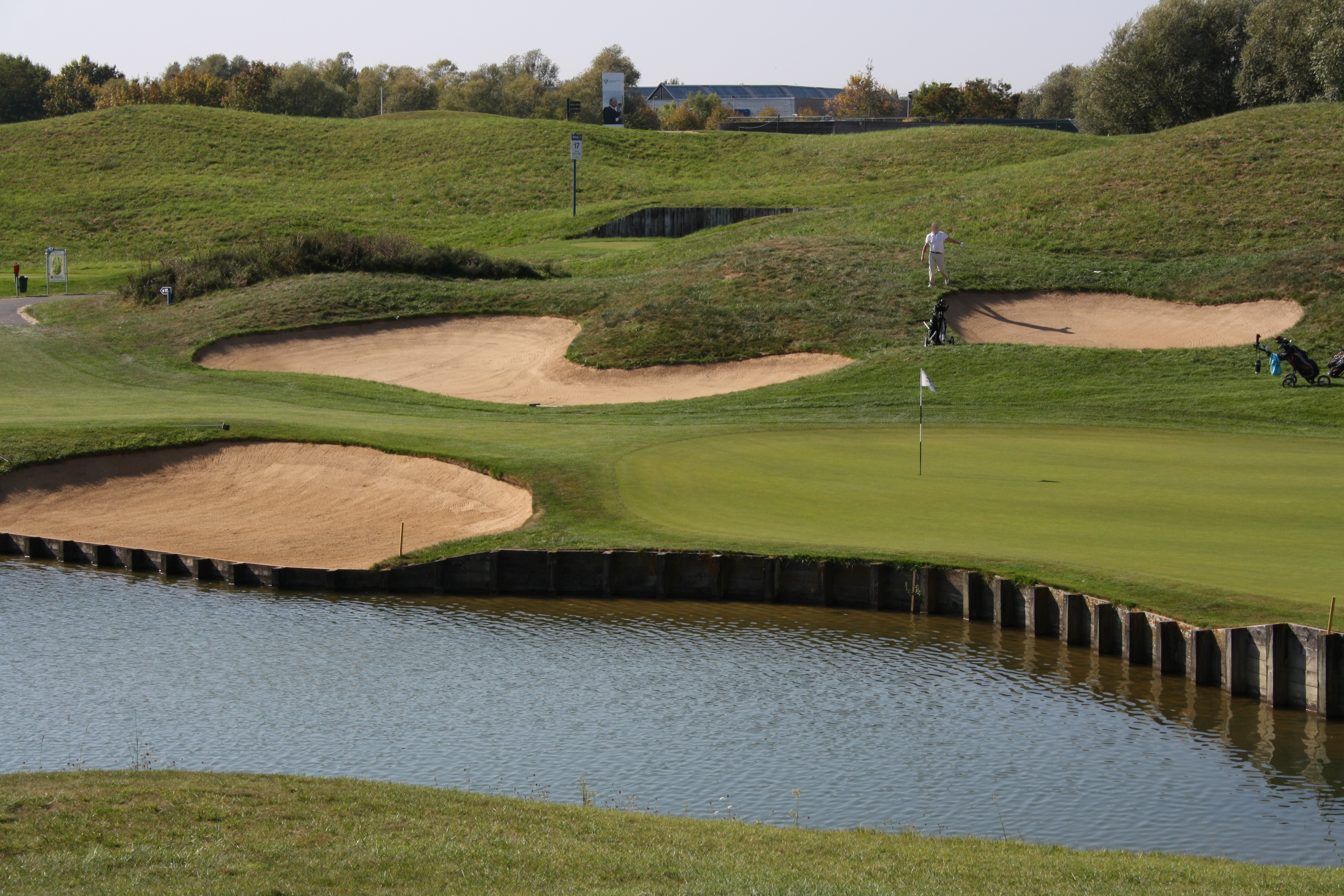
Le Golf National

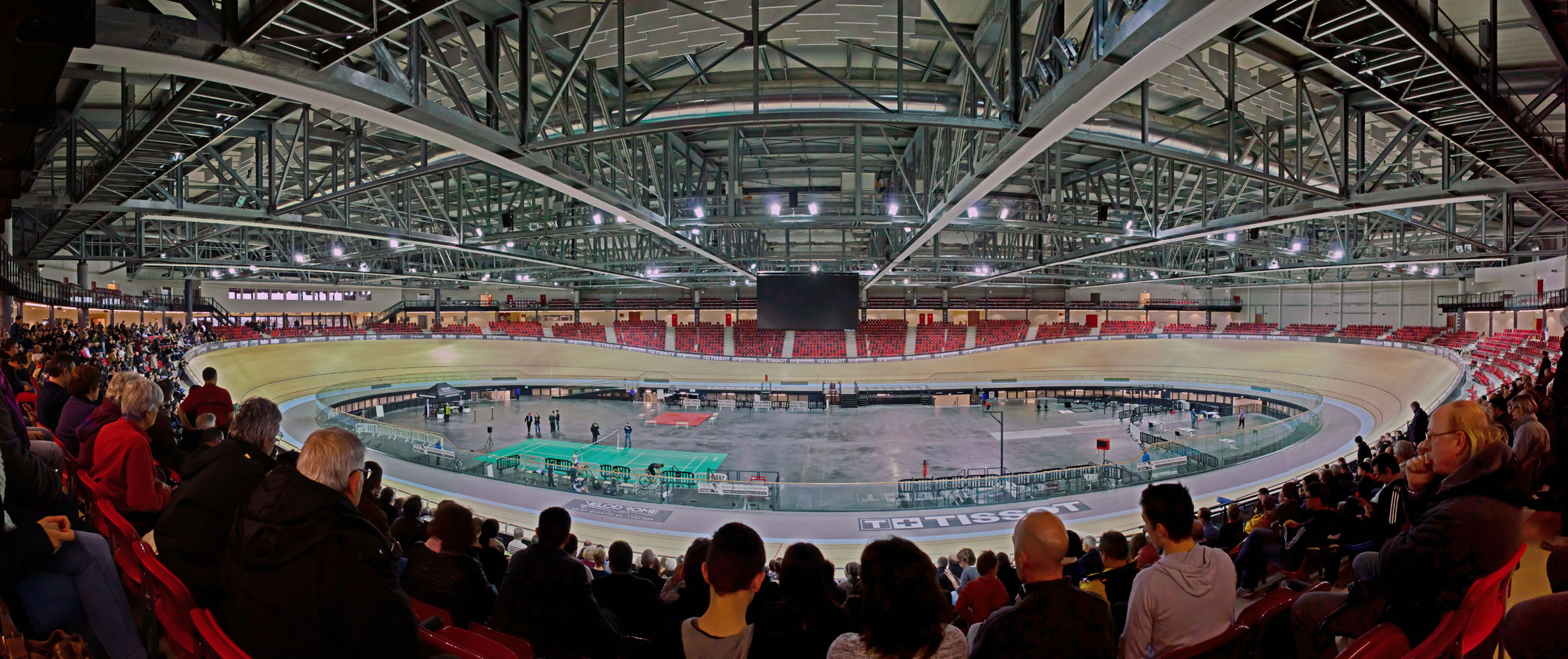
Vélodromo de Saint-Quentin-en-Yvelines

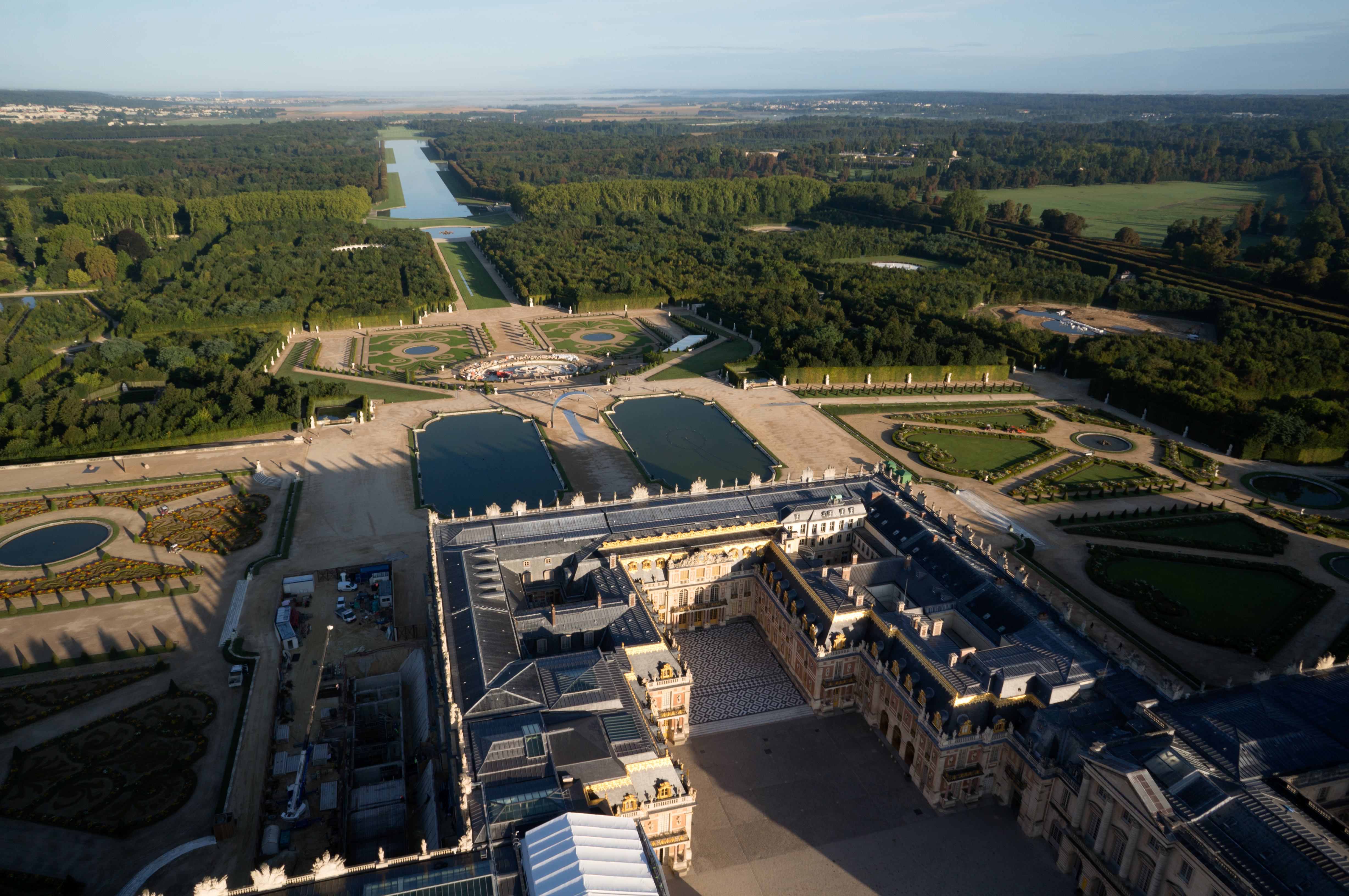
Château de Versailles

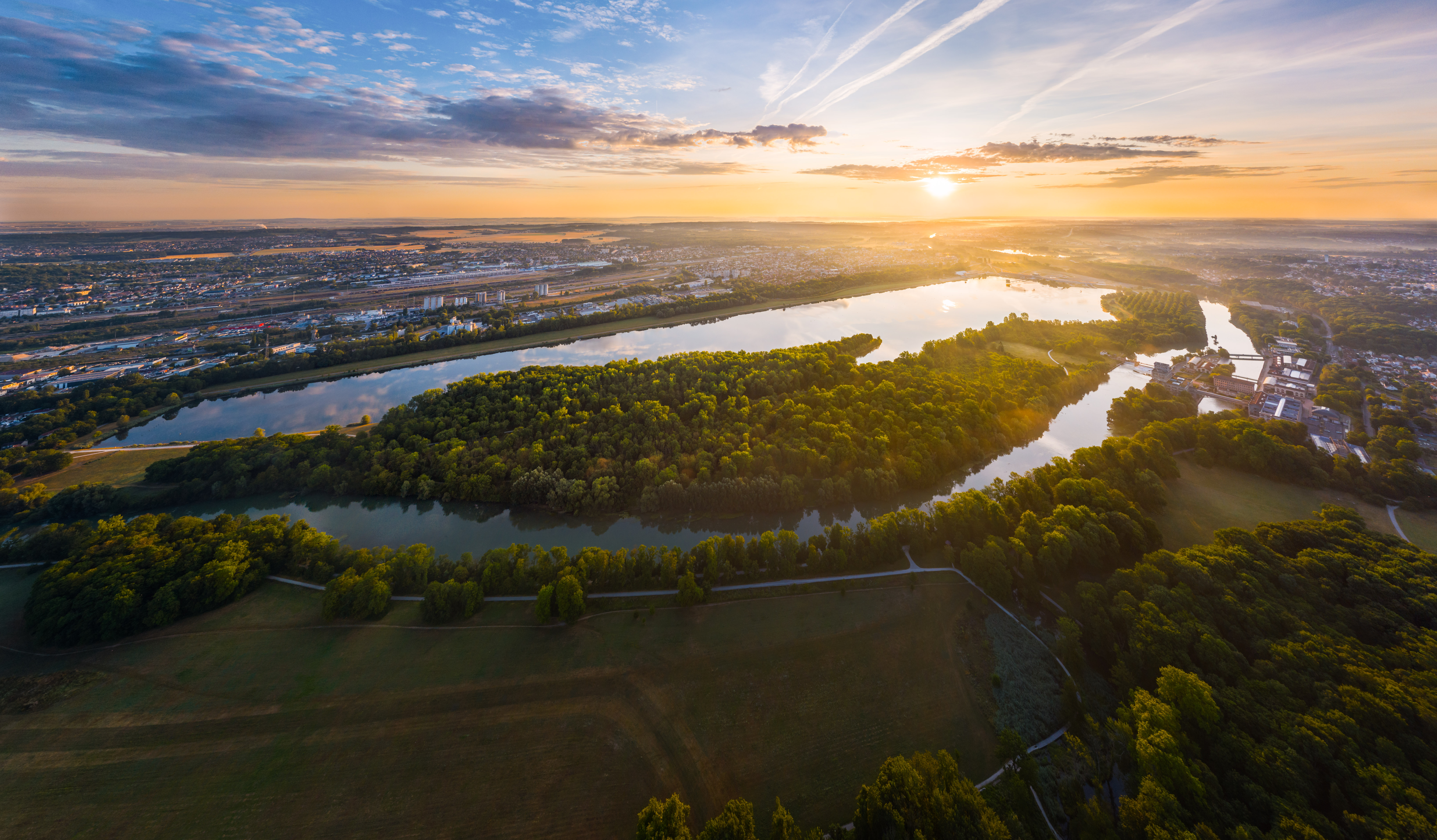
Centro Náutico de Vaires-Torcy

| Sede                                   | Evento              | Capacidad     | Estado    | Ref    |
| -------------------------------------- | ------------------- | ------------- | --------- | ------ |
| Parque del Palacio de Versalles        | Deportes ecuestres  | 15 000-40 000 | Temporal  | [ 60 ] |
| Parque del Palacio de Versalles        | Pentatlón moderno   | 15 000-40 000 | Temporal  | [ 60 ] |
| Colina de Élancourt                    | Ciclismo de montaña | 1500          | Existente | [ 61 ] |
| Velódromo de Saint-Quentin-en-Yvelines | Ciclismo de pista   | 5000          | Existente | [ 62 ] |
| Velódromo de Saint-Quentin-en-Yvelines | BMX                 | 3000          | Existente | [ 63 ] |
| Le Golf National                       | Golf                | 32 720        | Existente | [ 64 ] |

### Otras ciudades en Francia
| Sede                          | Evento     | Capacidad | Estado    | Ref    |
| ----------------------------- | ---------- | --------- | --------- | ------ |
| Estadio Pierre-Mauroy (Lille) | Balonmano  | 27 000    | Existente | [ 65 ] |
| Estadio Pierre-Mauroy (Lille) | Baloncesto | 27 000    | Existente | [ 65 ] |
| Centro de tiro de Châteauroux | Tiro       |           | Existente | [ 66 ] |
| Marina de Marsella            | Vela       | 12 262    | Existente | [ 67 ] |
| Teahupo'o                     | Surf       | 600       | Existente | [ 68 ] |

### Subsedes de fútbol
- Estadio de la Beaujoire, Nantes, 37 473 espectadores
- Parc Olympique Lyonnais, Lyon, 59 186
- Estadio Geoffroy-Guichard, Saint-Étienne, 41 965
- Estadio Matmut Atlantique, Burdeos, 42 000
- Allianz Riviera, Niza, 36 178
- Stade Vélodrome, Marsella, 67 394

## Deportes
La lista de deportes confirmados por el Comité Olímpico Internacional a fines de 2021 se definió después de analizar las sugerencias del comité francés, quien optó por una renovación del espectro deportivo, buscando hacerlo más juvenil y contemporáneo al añadir el break dance como disciplina, así como mantener la escalada deportiva, el surf y el monopatinaje que vienen de debutar en Tokio 2020. Sin embargo, ha sido polémica la decisión de excluir a disciplinas como karate y béisbol/sóftbol que se exhibieron en los anteriores juegos olímpicos.
- Atletismo (48)
- Baloncesto
  -  Baloncesto (2)
  -  Baloncesto 3×3 (2)
- Balonmano (2)
- Breaking (nuevo) (2)
- Combinados
  -  Pentatlón moderno (2)
  -  Triatlón (3)
- Ciclismo
  -  BMX (4)
  -  Ciclismo de montaña (2)
  -  Ciclismo en pista (12)
  -  Ciclismo en ruta (4)
- Deportes acuáticos:
  -  Natación (37)
  -  Natación artística (2)
  -  Saltos (8)
  -  Waterpolo (2)
  -  Piragüismo
    -  Eslalon (6)
    -  Esprint (10)

  -  Remo (14)
  -  Surf (2)
  -  Vela (10)
- Deportes de combate
  -  Boxeo (13)
  -  Esgrima (12)
  -  Judo (15)
  -  Lucha (18)
  -  Taekwondo (8)
- Deporte ecuestres
  -  Concurso completo (2)
  -  Doma clásica (2)
  -  Salto ecuestre (2)
- Deportes con raqueta
  -  Bádminton (5)
  -  Tenis (5)
  -  Tenis de mesa (5)
- Deportes de precisión
  -  Tiro con arco (5)
  -  Tiro olímpico (15)
- Escalada deportiva (4)
- Fútbol (2)
- Gimnasia
  -  Gimnasia artística (14)
  -  Gimnasia rítmica (2)
  -  Trampolín (2)
- Golf (2)
- Halterofilia (10)
- Hockey sobre césped (2)
- Rugby 7 (2)
- Monopatinaje (4)
- Voleibol
  -  Voleibol (2)
  -  Voleibol de playa (2)

## Participantes
| Comités Nacionales Participantes |
| --- |
| - Afganistán (AFG) - Albania (ALB) - Alemania (GER) - Andorra (AND) - Angola (ANG) - Antigua y Barbuda (ANT) - Arabia Saudita (KSA) - Argelia (ALG) - Argentina (ARG) - Armenia (ARM) - Aruba (ARU) - Equipo Olímpico de Atletas Refugiados (EOR) - Atletas Individuales Neutrales (AIN) - Australia (AUS) - Austria (AUT) - Azerbaiyán (AZE) - Bahamas (BAH) - Bangladés (BAN) - Baréin (BRN) - Barbados (BAR) - Bélgica (BEL) - Benín (BEN) - Bermudas (BER) - Bután (BHU) - Bolivia (BOL) - Bosnia y Herzegovina (BIH) - Botsuana (BOT) - Brasil (BRA) - Brunéi (BRU) - Bulgaria (BUL) - Burkina Faso (BUR) - Burundi (BDI) - Camerún (CMR) - Canadá (CAN) - Cabo Verde (CPV) - Camboya (CAM) - Catar (QAT) - Chad (CHA) - Chile (CHI) - China (CHN) - China Taipéi (TPE) - Colombia (COL) - Comoras (COM) - Corea del Norte (PRK) - Corea del Sur (KOR) - Costa de Marfil (CIV) - Costa Rica (CRC) - Croacia (CRO) - Cuba (CUB) - Chipre (CYP) - Dinamarca (DEN) - Dominica (DMA) - Ecuador (ECU) - Egipto (EGY) - El Salvador (ESA) - Emiratos Árabes Unidos (UAE) - Eritrea (ERI) - Eslovaquia (SVK) - Eslovenia (SLO) - España (ESP) - Estados Unidos (USA) - Estonia (EST) - Etiopía (ETH) - Fiyi (FIJ) - Finlandia (FIN) - Filipinas (PHI) - Francia (FRA) (anfitrión) - Gabón (GAB) - Gambia (GAM) - Georgia (GEO) - Ghana (GHA) - Grecia (GRE) - Granada (GRN) - Guam (GUM) - Guatemala (GUA) - Guinea (GUI) - Guinea-Bisáu (GBS) - Guinea Ecuatorial (GEQ) - Guyana (GUY) - Haití (HAI) - Hong Kong (HKG) - Honduras (HON) - Hungría (HUN) - Islandia (ISL) - India (IND) - Indonesia (INA) - Irán (IRI) - Irak (IRQ) - Irlanda (IRL) - Islas Caimán (CAY) - Islas Cook (COK) - Islas Marshall (MHL) - Islas Salomón (SOL) - Islas Vírgenes Británicas (IVB) - Islas Vírgenes de los Estados Unidos (ISV) - Israel (ISR) - Italia (ITA) - Jamaica (JAM) - Japón (JPN) - Jordania (JOR) - Kazajistán (KAZ) - Kenia (KEN) - Kosovo (KOS) - Kuwait (KUW) - Kirguistán (KGZ) - Laos (LAO) - Letonia (LAT) - Lesoto (LES) - Líbano (LBN) - Liberia (LBR) - Libia (LBA) - Liechtenstein (LIE) - Lituania (LTU) - Luxemburgo (LUX) - Madagascar (MAD) - Malasia (MAS) - Malaui (MAW) - Maldivas (MDV) - Malí (MLI) - Malta (MLT) - Mauricio (MRI) - Mauritania (MTN) - México (MEX) - Moldavia (MDA) - Mónaco (MON) - Mongolia (MGL) - Montenegro (MNE) - Marruecos (MAR) - Mozambique (MOZ) - Birmania (MYA) - Namibia (NAM) - Nepal (NEP) - Nueva Zelanda (NZL) - Nicaragua (NCA) - Níger (NIG) - Nigeria (NGR) - Macedonia del Norte (MKD) - Noruega (NOR) - Países Bajos (NED) - Omán (OMA) - Pakistán (PAK) - Palestina (PLE) - Panamá (PAN) - Papúa Nueva Guinea (PNG) - Paraguay (PAR) - Perú (PER) - Polonia (POL) - Portugal (POR) - Puerto Rico (PUR) - Reino Unido (GBR) - República Centroafricana (CAF) - República Checa (CZE) - República del Congo (CGO) - República Democrática del Congo (COD) - República Dominicana (DOM) - Rumania (ROU) - Ruanda (RWA) - Santa Lucía (LCA) - Santo Tomé y Príncipe (STP) - San Vicente y las Granadinas (VIN) - Samoa (SAM) - Samoa Americana (ASA) - San Marino (SMR) - Senegal (SEN) - Serbia (SRB) - Seychelles (SEY) - Sierra Leona (SLE) - Singapur (SGP) - Somalia (SOM) - Sudáfrica (RSA) - Sri Lanka (SRI) - Suazilandia (SWZ) - Sudán (SUD) - Sudán del Sur (SSD) - Surinam (SUR) - Suecia (SWE) - Suiza (SUI) - Siria (SYR) - Tayikistán (TJK) - Tanzania (TAN) - Tailandia (THA) - Timor Oriental (TLS) - Togo (TOG) - Tonga (TGA) - Trinidad y Tobago (TTO) - Túnez (TUN) - Turquía (TUR) - Turkmenistán (TKM) - Uganda (UGA) - Ucrania (UKR) - Uruguay (URU) - Uzbekistán (UZB) - Vanuatu (VAN) - Venezuela (VEN) - Vietnam (VIE) - Yemen (YEM) - Yibuti (DJI) - Zambia (ZAM) - Zimbabue (ZIM) |

Número de atletas por Comité Olímpico
A 24  de julio de  2024
| Ranking | CON                                         | Atletas |
| ------- | ------------------------------------------- | ------- |
| 1       | Estados Unidos (USA)                        | 640     |
| 2       | Francia (FRA)                               | 608     |
| 3       | Australia (AUS)                             | 483     |
| 4       | Alemania (GER)                              | 463     |
| 5       | Japón (JPN)                                 | 432     |
| 6       | España (ESP)                                | 402     |
| 7       | República Popular China (CHN)               | 400     |
| 7       | Italia (ITA)                                | 400     |
| 9       | Reino Unido (GBR)                           | 353     |
| 10      | Canadá (CAN)                                | 330     |
| 11      | Países Bajos (NED)                          | 294     |
| 12      | Brasil (BRA)                                | 284     |
| 13      | Polonia (POL)                               | 229     |
| 14      | Nueva Zelanda (NZL)                         | 206     |
| 15      | Hungría (HUN)                               | 180     |
| 15      | Bélgica (BEL)                               | 180     |
| 17      | Egipto (EGY)                                | 160     |
| 18      | Argentina (ARG)                             | 147     |
| 19      | Corea del Sur (KOR)                         | 146     |
| 20      | Ucrania (UKR)                               | 143     |
| 20      | Sudáfrica (RSA)                             | 143     |
| 22      | Irlanda (IRL)                               | 141     |
| 23      | Suiza (SUI)                                 | 135     |
| 24      | Dinamarca (DEN)                             | 133     |
| 25      | Suecia (SWE)                                | 126     |
| 26      | India (IND)                                 | 115     |
| 27      | Serbia (SRB)                                | 114     |
| 28      | República Checa (CZE)                       | 112     |
| 28      | Noruega (NOR)                               | 112     |
| 30      | México (MEX)                                | 109     |
| 31      | Rumania (ROU)                               | 107     |
| 32      | Turquía (TUR)                               | 101     |
| 32      | Grecia (GRE)                                | 101     |
| 34      | Eslovenia (SLO)                             | 97      |
| 35      | Israel (ISR)                                | 90      |
| 36      | Colombia (COL)                              | 88      |
| 37      | Nigeria (NGR)                               | 86      |
| 37      | Uzbekistán (UZB)                            | 86      |
| 39      | Austria (AUT)                               | 84      |
| 39      | Kenia (KEN)                                 | 84      |
| 41      | Kazajistán (KAZ)                            | 80      |
| 42      | Croacia (CRO)                               | 76      |
| 43      | Portugal (POR)                              | 75      |
| 44      | Jamaica (JAM)                               | 70      |
| 45      | Cuba (CUB)                                  | 61      |
| 46      | Marruecos (MAR)                             | 60      |
| 46      | China Taipéi (TPE)                          | 60      |
| 48      | República Dominicana (DOM)                  | 59      |
| 49      | Finlandia (FIN)                             | 57      |
| 50      | Tailandia (THA)                             | 52      |
| 51      | Puerto Rico (PUR)                           | 51      |
| 52      | Lituania (LTU)                              | 50      |
| 53      | Chile (CHI)                                 | 48      |
| 53      | Azerbaiyán (AZE)                            | 48      |
| 54      | Bulgaria (BUL)                              | 46      |
| 54      | Argelia (ALG)                               | 46      |
| 57      | Ecuador (ECU)                               | 40      |
| 57      | Irán (IRI)                                  | 40      |
| 59      | Etiopía (ETH)                               | 39      |
| 60      | Equipo Olímpico de Atletas Refugiados (EOR) | 37      |
| 61      | Hong Kong (HKG)                             | 34      |
| 61      | Fiyi (FIJ)                                  | 34      |
| 63      | Venezuela (VEN)                             | 33      |
| 64      | Mongolia (MGL)                              | 32      |
| 65      | Atletas Individuales Neutrales (AIN)        | 31      |
| 66      | Indonesia (INA)                             | 29      |
| 66      | Letonia (LAT)                               | 29      |
| 66      | Zambia (ZAM)                                | 29      |
| 69      | Georgia (GEO)                               | 28      |
| 69      | Paraguay (PAR)                              | 28      |
| 69      | Eslovaquia (SVK)                            | 28      |
| 72      | Túnez (TUN)                                 | 27      |
| 72      | Uruguay (URU)                               | 27      |
| 74      | Malasia (MAS)                               | 26      |
| 74      | Perú (PER)                                  | 26      |
| 76      | Moldavia (MDA)                              | 25      |
| 76      | Angola (ANG)                                | 25      |
| 76      | Guinea (GUI)                                | 25      |
| 76      | Uganda (UGA)                                | 25      |
| 80      | Samoa (SAM)                                 | 24      |
| 80      | Estonia (EST)                               | 24      |
| 82      | Malí (MLI)                                  | 24      |
| 83      | Singapur (SGP)                              | 23      |
| 83      | Irak (IRQ)                                  | 23      |
| 85      | Filipinas (PHI)                             | 22      |
| 86      | Montenegro (MNE)                            | 19      |
| 87      | Bahamas (BAH)                               | 18      |
| 87      | Trinidad y Tobago (TTO)                     | 18      |
| 89      | Chipre (CYP)                                | 16      |
| 89      | Guatemala (GUA)                             | 16      |
| 89      | Kirguistán (KGZ)                            | 16      |
| 89      | Corea del Norte (PRK)                       | 16      |
| 89      | Vietnam (VIE)                               | 16      |
| 94      | Armenia (ARM)                               | 15      |
| 95      | Luxemburgo (LUX)                            | 14      |
| 95      | Catar (QAT)                                 | 14      |
| 95      | Sudán del Sur (SSD)                         | 14      |
| 95      | Tayikistán (TJK)                            | 14      |
| 99      | Baréin (BRN)                                | 13      |
| 99      | Mauricio (MRI)                              | 13      |
| 99      | Emiratos Árabes Unidos (UAE)                | 13      |
| 102     | Eritrea (ERI)                               | 12      |
| 102     | Jordania (JOR)                              | 12      |
| 104     | Botsuana (BOT)                              | 11      |
| 104     | Costa de Marfil (CIV)                       | 11      |
| 104     | Senegal (SEN)                               | 11      |
| 107     | Líbano (LBN)                                | 10      |
| 108     | Kosovo (KOS)                                | 9       |
| 108     | Kuwait (KUW)                                | 9       |
| 108     | Arabia Saudita (KSA)                        | 9       |
| 111     | Albania (ALB)                               | 8       |
| 111     | Bermudas (BER)                              | 8       |
| 111     | Burkina Faso (BUR)                          | 8       |
| 111     | El Salvador (ESA)                           | 8       |
| 111     | Ghana (GHA)                                 | 8       |
| 111     | Guam (GUM)                                  | 8       |
| 111     | Liberia (LBR)                               | 8       |
| 111     | Palestina (PLE)                             | 8       |
| 111     | Panamá (PAN)                                | 8       |
| 111     | Ruanda (RWA)                                | 8       |
| 121     | Burundi (BDI)                               | 7       |
| 121     | Cabo Verde (CPV)                            | 7       |
| 121     | Costa Rica (CRC)                            | 7       |
| 121     | Yibuti (DJI)                                | 7       |
| 121     | Gambia (GAM)                                | 7       |
| 121     | Haití (HAI)                                 | 7       |
| 121     | Madagascar (MAD)                            | 7       |
| 121     | Mozambique (MOZ)                            | 7       |
| 121     | Nepal (NEP)                                 | 7       |
| 121     | Nicaragua (NCA)                             | 7       |
| 121     | Níger (NIG)                                 | 7       |
| 121     | Macedonia del Norte (MKD)                   | 7       |
| 121     | Pakistán (PAK)                              | 7       |
| 121     | Tanzania (TAN)                              | 7       |
| 121     | Zimbabue (ZIM)                              | 7       |
| 161     | Afganistán (AFG)                            | 6       |
| 136     | Aruba (ARU)                                 | 6       |
| 136     | Camerún (CMR)                               | 6       |
| 136     | Granada (GRN)                               | 6       |
| 136     | Guinea-Bisáu (GBS)                          | 6       |
| 136     | Libia (LBA)                                 | 6       |
| 136     | Mónaco (MON)                                | 6       |
| 136     | Papúa Nueva Guinea (PNG)                    | 6       |
| 136     | Sri Lanka (SRI)                             | 6       |
| 136     | Siria (SYR)                                 | 6       |
| 136     | Turkmenistán (TKM)                          | 6       |
| 136     | Vanuatu (VAN)                               | 6       |
| 147     | Antigua y Barbuda (ANT)                     | 5       |
| 147     | Bangladés (BAN)                             | 5       |
| 147     | Benín (BEN)                                 | 5       |
| 147     | Bosnia y Herzegovina (BIH)                  | 5       |
| 147     | República Democrática del Congo (COD)       | 5       |
| 147     | Gabón (GAB)                                 | 5       |
| 147     | Guyana (GUY)                                | 5       |
| 147     | Islandia (ISL)                              | 5       |
| 147     | Maldivas (MDV)                              | 5       |
| 147     | Malta (MLT)                                 | 5       |
| 147     | San Marino (SMR)                            | 5       |
| 147     | Surinam (SUR)                               | 5       |
| 147     | Togo (TOG)                                  | 5       |
| 147     | Islas Vírgenes de los Estados Unidos (ISV)  | 5       |
| 161     | Barbados (BAR)                              | 4       |
| 161     | Islas Vírgenes Británicas (IVB)             | 4       |
| 161     | Bolivia (BOL)                               | 4       |
| 161     | Islas Caimán (CAY)                          | 4       |
| 161     | República Centroafricana (CAF)              | 4       |
| 161     | Comoras (COM)                               | 4       |
| 161     | Dominica (DMA)                              | 4       |
| 161     | Timor Oriental (TLS)                        | 4       |
| 161     | Honduras (HON)                              | 4       |
| 161     | Laos (LAO)                                  | 4       |
| 161     | Islas Marshall (MHL)                        | 4       |
| 161     | Namibia (NAM)                               | 4       |
| 161     | Omán (OMA)                                  | 4       |
| 161     | República del Congo (CGO)                   | 4       |
| 161     | San Vicente y las Granadinas (VIN)          | 4       |
| 161     | Santa Lucía (LCA)                           | 4       |
| 161     | Sierra Leona (SLE)                          | 4       |
| 161     | Tonga (TGA)                                 | 4       |
| 161     | Yemen (YEM)                                 | 4       |
| 181     | Bután (BHU)                                 | 3       |
| 181     | Brunéi (BRU)                                | 3       |
| 181     | Camboya (CAM)                               | 3       |
| 181     | Chad (CHA)                                  | 3       |
| 181     | Guinea Ecuatorial (GEQ)                     | 3       |
| 181     | Suazilandia (SWZ)                           | 3       |
| 181     | Estados Federados de Micronesia (FSM)       | 3       |
| 181     | Kiribati (KIR)                              | 3       |
| 181     | Lesoto (LES)                                | 3       |
| 181     | Malaui (MAW)                                | 3       |
| 181     | Palaos (PLW)                                | 3       |
| 181     | San Cristóbal y Nieves (SKN)                | 3       |
| 181     | Santo Tomé y Príncipe (STP)                 | 3       |
| 181     | Seychelles (SEY)                            | 3       |
| 181     | Islas Salomón (SOL)                         | 3       |
| 181     | Sudán (SUD)                                 | 3       |
| 197     | Samoa Americana (ASA)                       | 2       |
| 197     | Andorra (AND)                               | 2       |
| 197     | Islas Cook (COK)                            | 2       |
| 197     | Mauritania (MTN)                            | 2       |
| 197     | Birmania (MYA)                              | 2       |
| 197     | Tuvalu (TUV)                                | 2       |
| 203     | Belice (BIZ)                                | 1       |
| 203     | Liechtenstein (LIE)                         | 1       |
| 203     | Nauru (NRU)                                 | 1       |
| 203     | Somalia (SOM)                               | 1       |

## Calendario
El calendario de París 2024 fue aprobado por la Junta Ejecutiva del COI el 25 de julio de 2022.
| A | Apertura |  | Competiciones | 1 | Eventos finales | GE | Gala de exhibición | C | Clausura |

1. ↑  El calendario inicial se modificó debido a las condiciones climatológicas.[72]
2. ↑  El calendario inicial se modificó debido a la mala calidad del agua del río Sena.[73]

## Medallero
País organizador (Francia)
| Núm. | País                 | Oro | Plata | Bronce | Total |
| ---- | -------------------- | --- | ----- | ------ | ----- |
| 1    | Estados Unidos (USA) | 40  | 44    | 42     | 126   |
| 2    | China (CHN)          | 40  | 27    | 24     | 91    |
| 3    | Japón (JPN)          | 20  | 12    | 13     | 45    |
| 4    | Australia (AUS)      | 18  | 19    | 16     | 53    |
| 5    | Francia (FRA)        | 16  | 26    | 22     | 64    |
| 6    | Países Bajos (NED)   | 15  | 7     | 12     | 34    |
| 7    | Reino Unido (GBR)    | 14  | 22    | 29     | 65    |
| 8    | Corea del Sur (KOR)  | 13  | 9     | 10     | 32    |
| 9    | Italia (ITA)         | 12  | 13    | 15     | 40    |
| 10   | Alemania (GER)       | 12  | 13    | 8      | 33    |

## Controversias

### Participación de atletas rusos y bielorrusos
El 25 de enero de 2023, el Comité Olímpico Internacional (COI) recomendó la readmisión de atletas rusos y bielorrusos bajo bandera neutral; sin embargo el Comité Olímpico Nacional de Ucrania se manifestó contra esa medida considerando la posibilidad de boicotear los juegos. Treinta y cinco países (entre ellos Estados Unidos, Alemania y el Reino Unido) se opusieron, amenazando con boicotear los juegos si el COI readmitía a los atletas rusos y bielorrusos.
El 8 de diciembre de 2023, se anunció que los atletas rusos y bielorrusos podrán participar en los juegos, pero en condición de atletas neutrales. No deben apoyar la invasión rusa de Ucrania, no pueden formar parte de las fuerzas armadas y no deben portar bandera alguna de los dos países mencionados;solo competir en pruebas individuales, no por equipos.
Solo 15 atletas rusos pudieron participar en los Juegos, una cantidad ínfima comparada con los 335 que lo hicieron en Tokio 2020.

### Participación de atletas israelíes
Numerosas organizaciones no gubernamentales, grupos políticos como Diem25 e individuos han pedido la exclusión de los atletas de Israel debido a las masacres perpetradas por este país contra la población civil durante su invasión de Gaza y al régimen de apartheid al que somete a los palestinos en los territorios ocupados. Consideran inaceptable que las tropas israelíes hayan destruido la oficina del Comité Olímpico de Palestina en Gaza y matado al entrenador del equipo olímpico palestino de fútbol. Una petición lanzada por Avaaz el 1 de julio de 2024 recogió más de medio millón de firmas en pocos días. El COI ignoró estas peticiones.
En la ceremonia de inauguración, la delegación israelí fue abucheada por gran parte del público a lo largo del río Sena. También fue pitado el himno israelí en el primer partido de su equipo de fútbol. En ambos casos, la televisión francesa silenció los micrófonos para evitar que la protesta trascendiera.

### Alojamiento de los participantes
Varios atletas denunciaron las condiciones de alojamiento en la Villa Olímpica, que incluyen también la falta de comida adecuada en los bares y restaurantes del recinto. Países como Brasil y el Reino Unido proporcionaron servicios de comida personalizada con sus propios chefs. La delegación Noruega, por su parte, alquiló 140 ventiladores en la zona donde se alojan sus atletas, los invitados y el cuerpo técnico, alegando problemas con las temperaturas, ya que las habitaciones de la Villa Olímpica no estaban climatizadas por motivos ecológicos. La nadadora australiana Ariarne Titmus se quejó de la higiene de la Villa Olímpica, criticando que no se cambiaban las sábanas y que escaseaba el papel higiénico.

### Controversias sobre dopaje
Tras los Juegos Olímpicos, la Agencia Internacional de Control (ITA) anunció que en esta edición se había batido el récord de pruebas antidopaje realizadas. La ITA recogió 6.130 muestras de orina y sangre en 4.770 pruebas. Se realizaron pruebas a 4.150 atletas, el 38,75% durante los Juegos, lo que supone un aumento del 4% en comparación con los Juegos Olímpicos de Tokio y del 10% en comparación con Río 2016. La ITA también señaló que el 90% de los atletas que compitieron en París se sometieron a controles al menos una vez en los seis meses previos a los Juegos Olímpicos. La ITA comunicó cinco casos de dopaje en los Juegos Olímpicos, así como de más de 40 infracciones en los seis meses previos a la competición.
Sin embargo, en septiembre de 2024, The New York Times reveló que pocas semanas antes de los Juegos Olímpicos de París, la Agencia Mundial Antidopaje perdió el rastro de más de 900 resultados de sospechas de dopaje y que al menos 2.000 casos podrían haberse visto afectados por datos corruptos, ausentes o incorrectos debido a problemas con la base de datos de la organización. Los altos cargos de la Agencia Mundial Antidopaje fueron informados de los problemas en mayo, pero la crisis permaneció en secreto y se ocultó incluso a los miembros del consejo ejecutivo de la agencia.

## Inauguración
Los Juegos Olímpicos fueron inaugurados el 26 de julio desde las 6:30 de la tarde en la ciudad organizadora, inició en el río Sena. Dos horas después, la cantante estadounidense Lady Gaga interpretó música clásica francesa. 
Mientras se presentaban las delegaciones de varios países, a bordo de embarcaciones que recorrían el río Sena, las medallas olímpicas fueron trasladadas y presentadas como parte del evento. La Casa de Moneda de París fue la entidad responsable de producirlas.
A las 20:30 de París, varias lluvias fueron reportadas, pudo apreciarse sillas, pisos y asientos mojados. A pesar de eso, la inauguración fue continuada.
En el cierre de la ceremonia, luego que la ex atleta Marie-José Perec y el judoca Teddy Riner encendieran el fuego del pebetero, un anillo de siete metros que se elevó en un globo aerostático de 30 metros desde el jardín de las Tullerías, la canadiense Celine Dion interpretó la célebre obra de Édith Piaf, Hymne à l'amour (Himno al amor), desde la Torre Eiffel.
La ceremonia recorrió la historia y la tradición del país anfitrión.

## Transmisión
Los Juegos Olímpicos de París 2024 son los primeros en la historia producidos íntegros en 4K-HDR.